# Народная партия (Таиланд)
«Народная партия» (тайск. พรรคประชาชน; также известная как «Пхак Прачачон») — тайская прогрессивистская политическая партия, созданная 9 августа 2024 года. Является партией-преемницей «Движения вперёд», а также это третье воплощение «Партии будущего».

## История

### «Тхинкакао»
Изначально партия была основана под названием «Тхинкакао» (тайск. พรรคถิ่นกาขาว) 7 августа 2012 года, а Вибун Саенгканчананаванит и Ампай Калафан были лидером и генеральным секретарём партии соответственно. Важной политикой партии было утверждение о том, что буддизм как национальная религия должна быть внесена в Конституцию Королевства Таиланд. Также по мнению партии необходимо было создать Министерства буддизма и культуры путём преобразования Министерства культуры.
На выборах в 2014 году партия «Тхинкакао» выдвинула четырёх кандидатов для участия в выборах по партийному списку, но эти выборы были признаны недействительными.
5 августа 2016 года умер председатель партии Вибун Саенгканчананаванит.

### «Тхинкакао Чаовилай»

Логотип партии «Тхинкакао Чаовилай».

30 ноября 2018 года состоялось первое общее собрание для внесения изменений в устав партии. Были изменены название партии на «Тхинкакао Чаовилай» (тайск. พรรคถิ่นกาขาวชาววิไล) и партийная эмблема. Также был избран новый исполнительный комитет партии в составе 25 человек. Собрание постановило избрать Чумчадатана Ханнаронга, бывшего заместителя лидера партии «Тхинкакао», и Джутамаса Плодди лидером партии и генеральным секретарём партии соответственно.
На выборах 2023 года партия выдвинула в общей сложности 13 кандидатов для участия в выборах по партийному списку. На этот раз партия привлекла значительное внимание средств массовой информации из-за тогдашнего лидера партии Лалиты Сирипачанан, которая заявил в интервью, что хотела бы получить все места в парламенте от 95% буддистов Таиланда. Однако партия получил поддержку всего 5561 избирателей и ни один кандидат не был избран.

### «Народная партия»

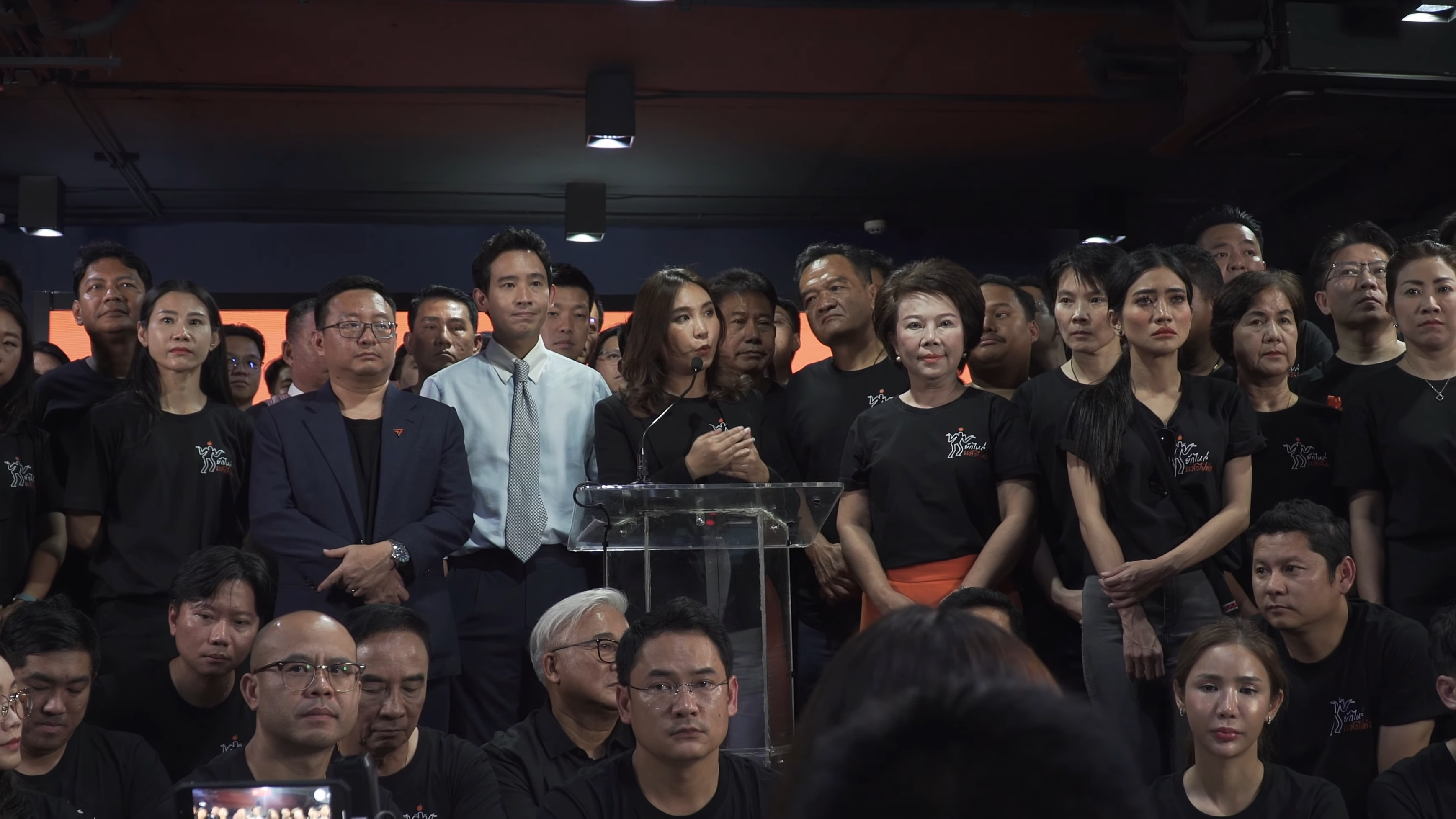
Пресс-конференция «Движения вперёд» после роспуска 7 августа 2024 года.

До вынесения Конституционным судом Таиланда решения о судьбе партии «Движение вперёд» сообщалось, что «Тхинкакао Чаовилай» была подготовлена в качестве партии-преемницы «Движения вперёд». 7 августа 2024 года «Движение вперёд» было распущено судом, в результате чего пятерым её депутатам было запрещено заниматься политикой в течение 10 лет. После роспуска все оставшиеся 143 депутата присоединились к «Тхинкакао Чаовилай». Затем были проведены собрания для избрания новых руководителей партии, и Наттхапхонг Руенгпанявут был избран её новым лидером, а название было изменено на «Народную партию». Новая партия разделяет своё тайское название с четырьмя историческими партиями, последняя из которых была создана в 1998 году. Некоторые комментаторы отметили, что её английское название может быть намеренным намёком на «Кхана Ратсадон» (переводится на английский и русский языки как «Народная партия») — группу, которая свергла абсолютную монархию в Таиланде.
Партия официально начала работу 9 августа 2024 года. Только за первый день партии было пожертвовано более 10 миллионов бат. На следующий день заявки на членство принимались с 10:00 до 20:00 на Stadium One, перекрёсток Чароен Фон. К концу дня количество членов партии выросло почти до 40 000, а общая сумма пожертвований в пользу партии превысила 20 миллионов бат.

## Идеология
«Народная партия» заявила, что её политической идеологией являются свобода, равенство и братство. Лидер партии Руенгпанявут заявил, что партия по-прежнему будет добиваться внесения поправок в законы Таиланда об оскорблении величества. Ранее попытка внести изменения в этот закон привели к роспуску партии-предшественницы «Движения вперёд».

## Руководство партии

### Список председателей
| №                    | Портрет | Имя                       | Вступил в должность | Покинул должность | Примечание            |
| «Тхинкакао»          |         |                           |                     |                   |                       |
| 1                    |         | Вибун Саенгканчананаванит | 7 августа 2012      | 5 августа 2016    | Скончался в должности |
| «Тхинкакао Чаовилай» |         |                           |                     |                   |                       |
| 1                    |         | Чумчадатана Ханнаронг     | 30 ноября 2018      | 28 февраля 2020   | Скончался в должности |
| 2                    |         | Джутамат Плодди           | 28 июня 2020        | 15 марта 2023     | Ушёл в отставку       |
| 3                    |         | Лалита Сирипачанан        | 19 марта 2023       | 5 апреля 2024     |                       |
| 4                    |         | Тул Тинтамора             | 5 апреля 2024       | 9 августа 2024    |                       |
| «Народная партия»    |         |                           |                     |                   |                       |
| 1                    |         | Наттхапхонг Руенгпанявут  | 9 августа 2024      | в должности       |                       |

### Действующее руководство
С 9 августа 2024 года высшее руководство партии выглядит следующим образом:
- Председатель: Наттхапхонг Руенгпанявут
  - Заместитель председателя: Сириканья Тансакул
- Генеральный секретарь: Сарают Джайлак
- Партийный казначей: Чутима Кочафан
- Регистратор членов: Наттавут Буапратум
- Член исполкома: Фиджарн Чаопаттанавонг
- Представитель (пресс-секретарь): Парит Вачарасиндху